# 七律·人民解放军占领南京
《七律·人民解放军占领南京》，毛泽东1949年4月所作的一首七言律诗。该诗最早发表在人民文学出版社1963年12月出版的《毛主席诗词》一书中。

## 歌曲
该歌曲在1964年的大型音乐舞蹈史诗《东方红》为混声合唱，位于第五场《埋葬蒋家王朝》。